# UNITA
De Nationale Unie voor de Totale Onafhankelijkheid van Angola (UNITA) (Portugees: União Nacional para a Independência Total de Angola) is de op een na grootste politieke partij van Angola en een voormalig vrijheidsstrijders voor gelijke rechten voor zwart en wit. Partijleider is Adalberto Costa Junio.

## UNITA als onafhankelijkheidbeweging
De UNITA werd op 13 maart 1966 opgericht door Jonas Savimbi en Antonio da Costa Fernandes. In 25 december van hetzelfde jaar begon de groep zijn eerste aanval op de Portugese koloniale autoriteiten. Savimbi was de leider van de partij tot aan zijn dood in 2002. Aanvankelijk vertoonde de beweging wat maoïstische trekjes en ontving zij financiële steun vanuit de Volksrepubliek China. Guerrillastrijders van de UNITA werden getraind in China. Later werd Rusland de voornaamste geldschieter. De Verenigde Staten waren tegen de UNITA.
Tijdens de Oorlog van de onafhankelijkheid van Cabinda (1961-1975) en de Angolese Burgeroorlog (1975-2002) vocht de UNITA tegen de MPLA.

## UNITA als politieke partij
Bij de presidentsverkiezingen van 1992 kreeg Savimbi 1.579.298 stemmen (40,07%). Bij de parlementsverkiezingen in hetzelfde jaar kreeg de partij 1.347.636 stemmen (34,10%) en mocht daarmee 70 zetels bezetten.